# St. Nikolai (Kiel)

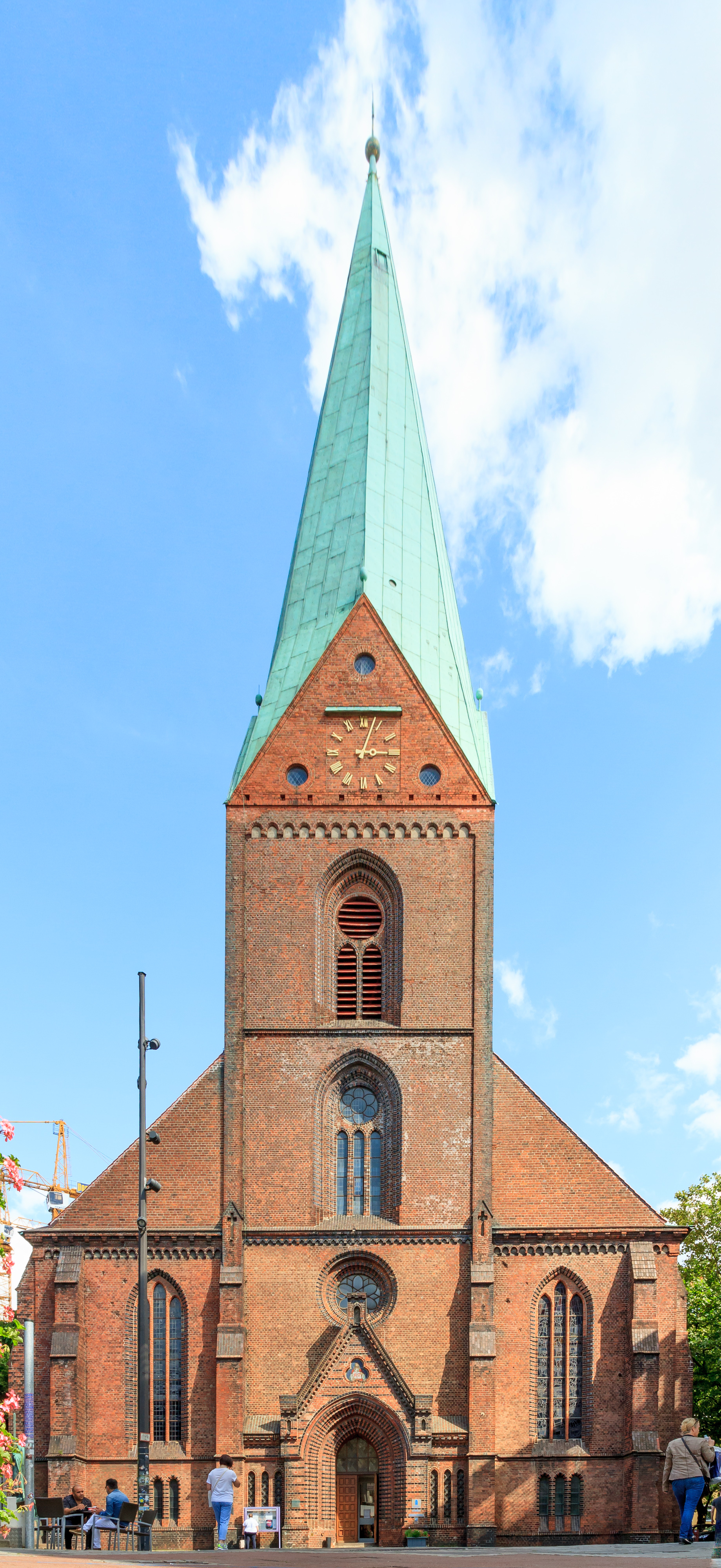
St. Nikolai

Logo der Kirche St. Nikolai

St. Nikolai ist die evangelische Hauptkirche und das älteste Gebäude Kiels. Sie steht am Alten Markt.

## Geschichte
Der Bau der Nikolaikirche wurde kurz nach der Stadtgründung durch Adolf IV. von Schauenburg und Holstein um 1242 begonnen. Der gotische Hallenbau wurde hundert Jahre später nach dem Vorbild der Petrikirche in Lübeck umgebaut und, mit einem langen Chor versehen, als Backsteinhallenkirche mit einem dreischiffigen, nahezu quadratischen Langhaus und einem einschiffigen Chor fertiggestellt. 1486 brannte sie durch einen Blitzschlag ab und wurde wieder aufgebaut. Zu Beginn des 16. Jh. wurde der Turm durch den Anbau der Rat- und der Rantzaukapelle in den Bau integriert.
1526 führte Marquard Schuldorp (1495–1529) die Reformation an der Nikolaikirche ein. Im folgenden Jahr kam Melchior Hofmann nach Kiel. Seine apokalyptischen Predigten und die Vorwürfe gegen die Honoratioren der Stadt, sich am Kirchengut bereichert zu haben, führten zu Unruhe. Zusätzlich angeheizt wurde der Streit durch den katholischen Stadtpfarrer, den Augustiner-Chorherren Wilhelm Pravest vom Kloster Bordesholm.
Am 2. Februar 1771 wurde der Turm während eines Gottesdienstes, an dem der Archidiakon Meißner als Besucher teilnahm, von einem Blitz getroffen, der, ohne zu zünden, in die Kirche fuhr und jenen Geistlichen auf seinem mit Messingstäben versehenen Predigersitz so schwer verletzte, dass er wenige Tage später starb. Als es 1760 im benachbarten Haus Schuhmacherstraße 7 brannte und die über den Nikolaifriedhof fliegenden Funken im Dachreiter ein Feuer entstehen ließ, konnte dieses vom Pfarrer Konrad Bruns und seinen Helfern schnell gelöscht werden. Da der Wasserstrahl der Feuerspritzen nicht bis zum Turm reichte, ließ Bruns eine kleine Spritze auf den Dachboden schaffen, wo er selbst mit dem Wasserrohr den entstehenden Brand zum Erlöschen brachte.
Die Propstei Kiel wurde 1811 eingerichtet. Das Propstenamt wurde mit einem Pfarramt an der Kieler Nikolaikirche verbunden. 1816 wurde Claus Harms Archidiakon und 1835 Hauptpastor und Propst. Von 1854 bis 1866 war Karl Friedrich Christian Hasselmann Hauptpastor.
In den Jahren 1877 bis 1884 wurde die Kirche neugotisch umgestaltet. Sie erhielt eine neue Fassade und wurde mit Maschinenziegeln verblendet. Die im 17. Jahrhundert errichteten Begräbniskapellen am Chor wurden abgerissen. Innen wurden der Lettner, Emporen und Gestühle entfernt und die Kirche dem Zeitgeschmack entsprechend ausgemalt.
Im Zweiten Weltkrieg wurde das Kirchengebäude bei einem alliierten Luftangriff am 22. Mai 1944 schwer beschädigt. Der brennende Turmhelm und der Dachstuhl durchschlugen dabei alle Gewölbe des Mittelschiffs und des südlichen Seitenschiffs. Das Nordschiff wurde ebenfalls beschädigt. Die wertvolle Innenausstattung war in den Jahren zuvor geborgen worden. Wegen einer möglichen Einsturzgefahr der Ruine erfolgte im Jahr 1948 die Niederlegung der Chormauern und der Schiffspfeiler. Der Wiederaufbau erfolgte 1950 durch den Architekten Gerhard Langmaack zu großen Teilen in neuzeitlichen Formen und Konstruktionen, wie beispielsweise Betonpfeilern und einer Stahlbetondecke. Die alten Gewölbe wurden nicht wiedererrichtet, der Außenbau erhielt wieder ein schlichtes, alle drei Schiffe zusammenfassendes Satteldach. 1986 wurden die Innenräume unter Leitung von Peter Kahlcke, Kiel, renoviert.

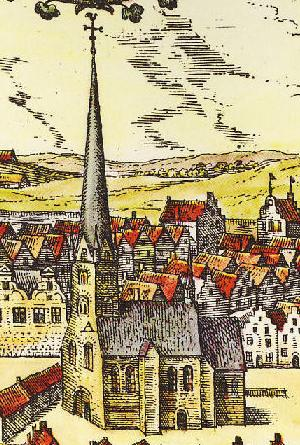
1588
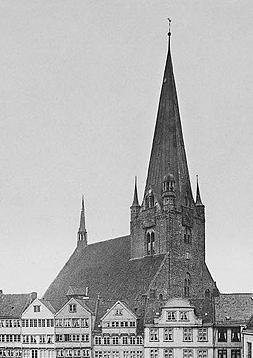
1868
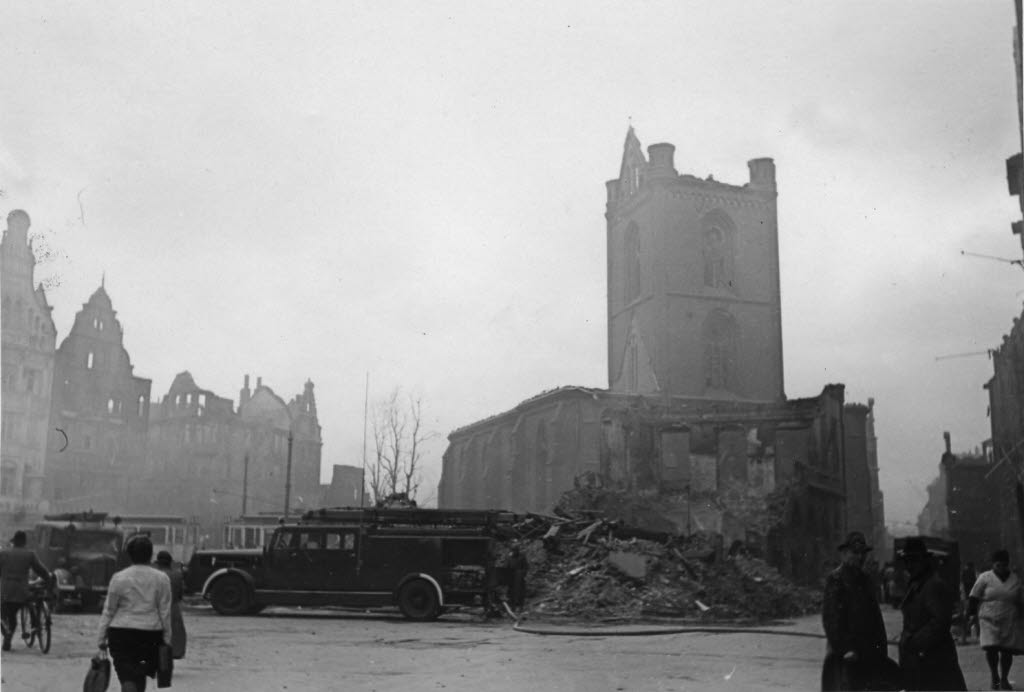
1944
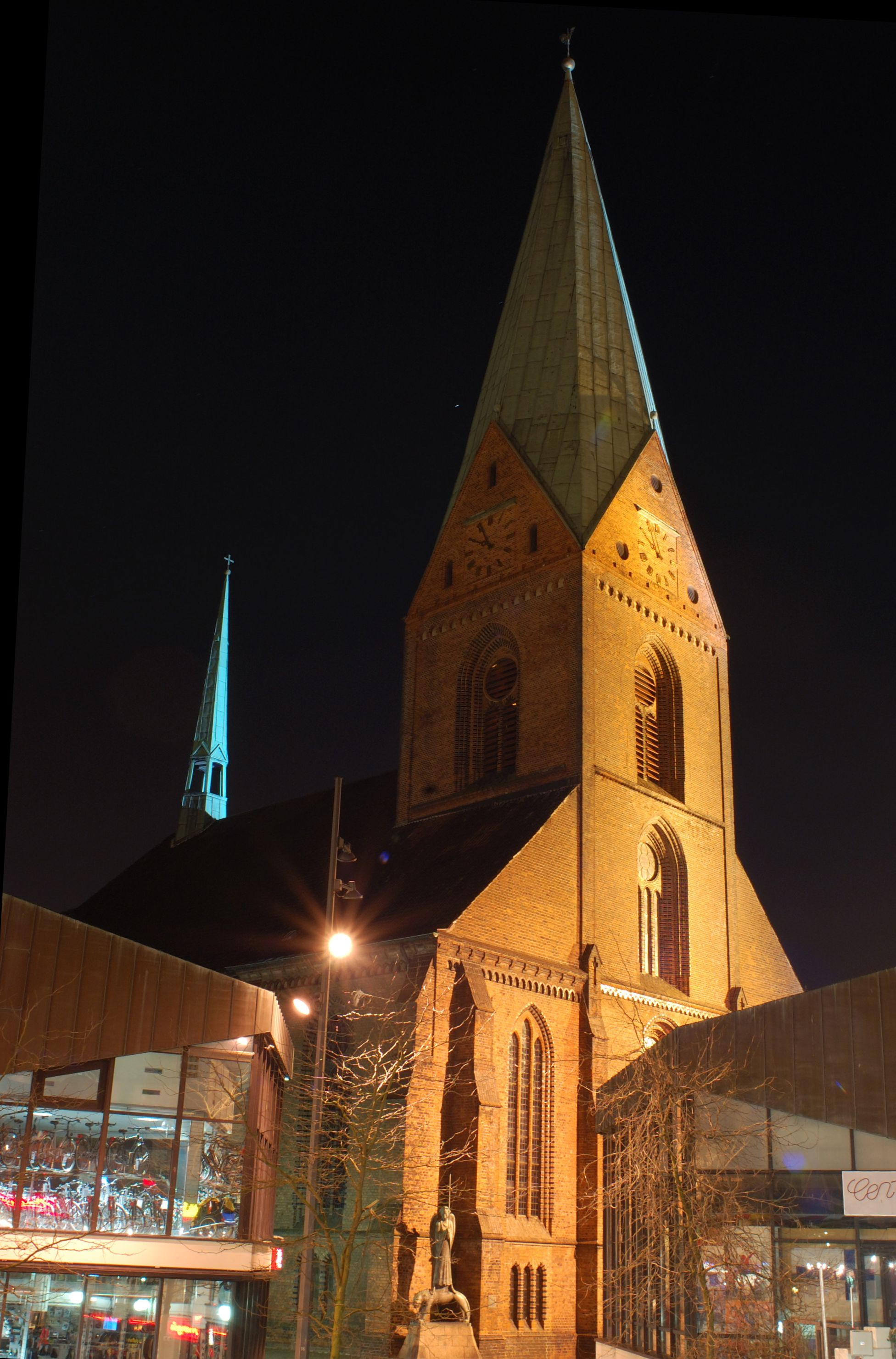
2008

## Ausstattung

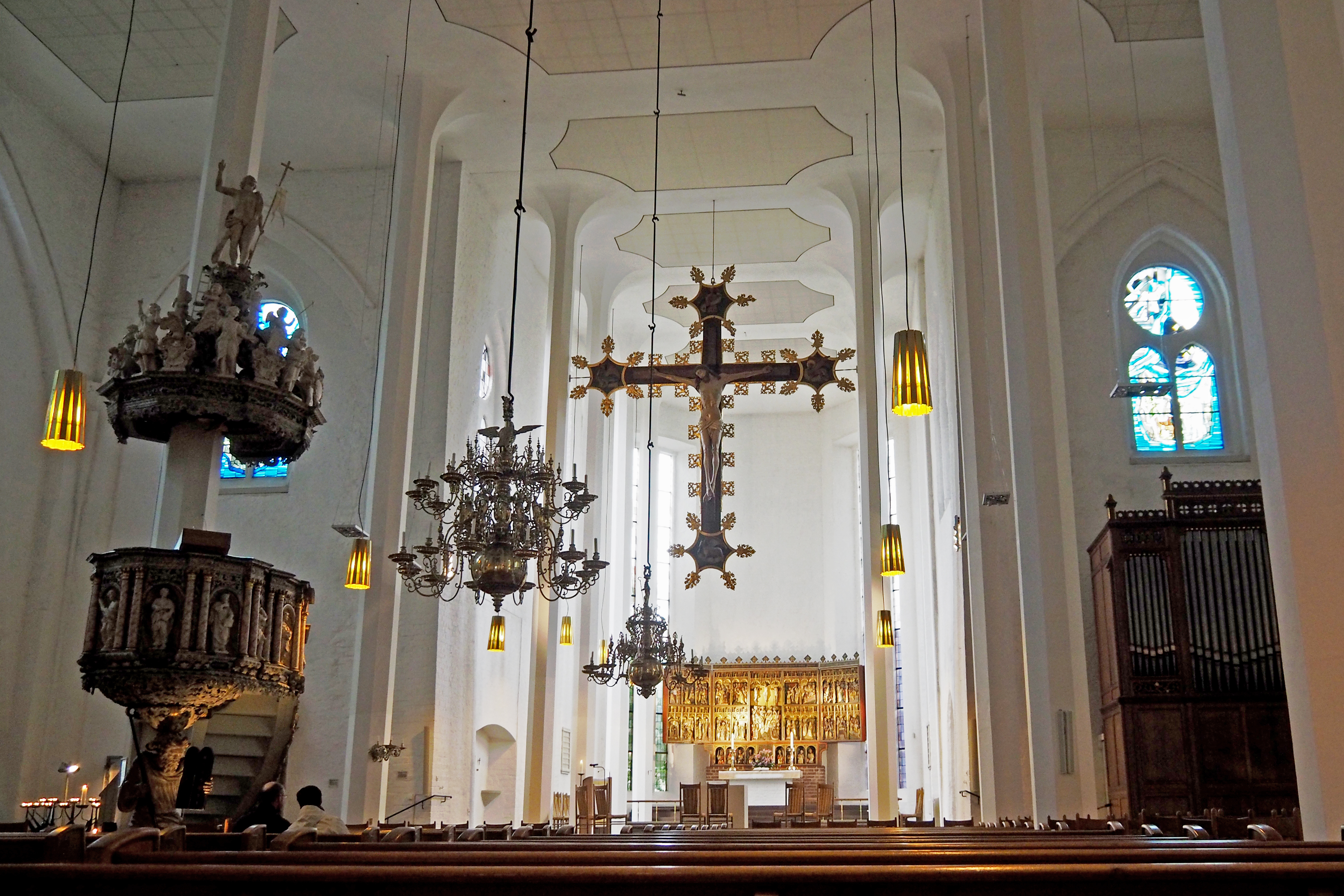
Innenraum mit Kanzel, Altar, Kruzifix und Chororgel

Die Erztaufe von Hans Apengeter aus dem Jahr 1344 ist das älteste der erhaltenen Kunstdenkmäler der Nikolaikirche. Die Kieler Taufe entstand nach der Wismarer Taufe von 1331 und der Lübecker Taufe von 1337. Weitere Kunstwerke, die zur Ausstattung gehören, sind
- der sog. Erzväteraltar (um 1460); 16 Tafeln mit 20 Schnitzreliefs (während der Fastenzeit 16 Gemäldetafeln) aus dem Leben der Erzväter – ursprünglich in der Klosterkirche der Franziskaner, nach der Reformation 1542 in die Nikolaikirche versetzt;
- ein Triumphkreuz (um 1490);
- ein spätgotisches Retabel mit der Taufe Christi (um 1490);
- ein spätgotischer Kruzifixus im Raum der Stille (2. Hälfte des 15. Jahrhunderts);
- eine barocke hölzerne Kanzel (1705) geschaffen von Theodor Allers – von Henning von Wedderkop als Ersatz für eine Kanzel von 1522 gestiftet;
- das älteste Nagelkreuz von Coventry in Deutschland (1947).

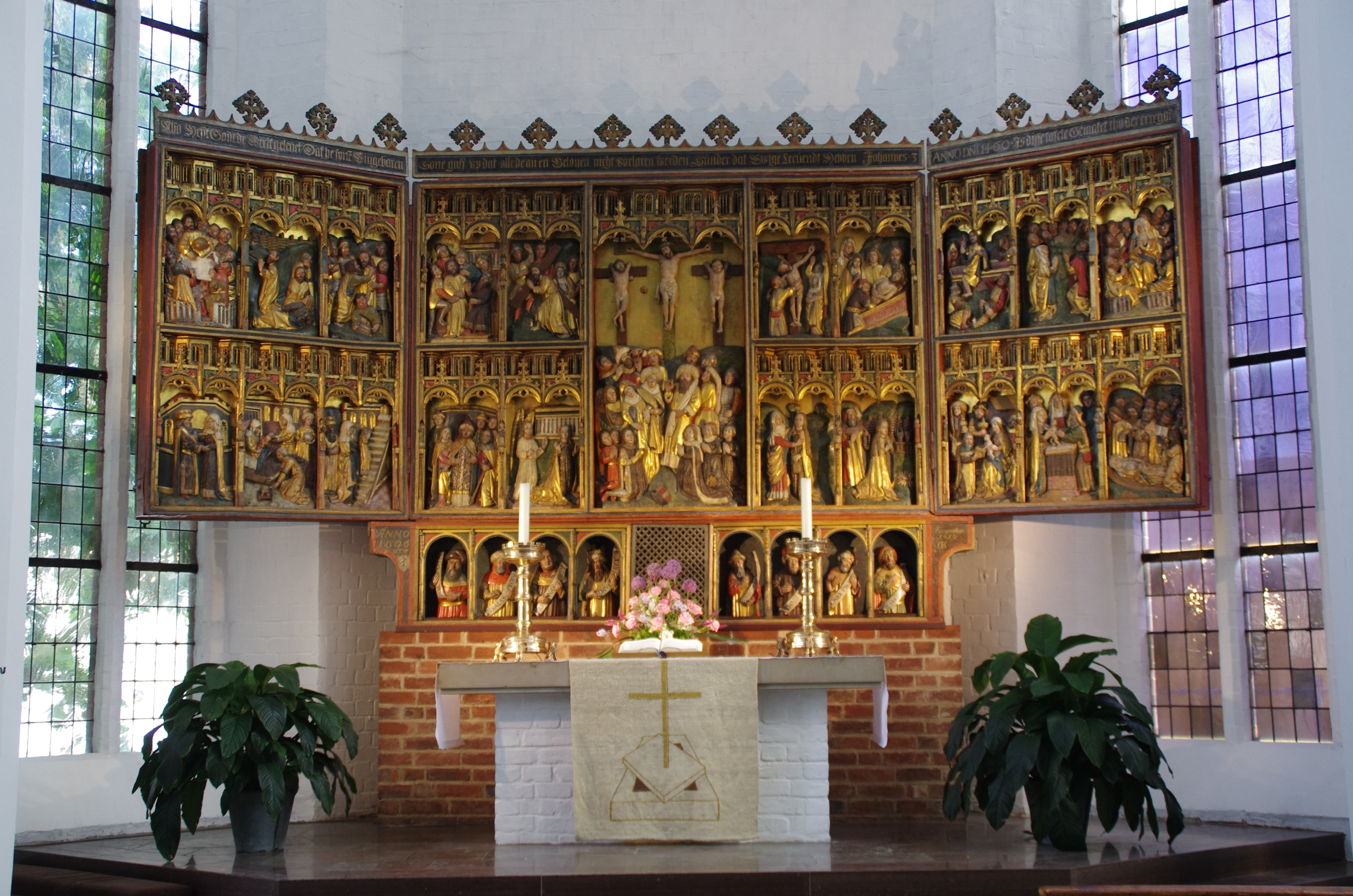
Der Erzväteraltar, ein Flügelaltar
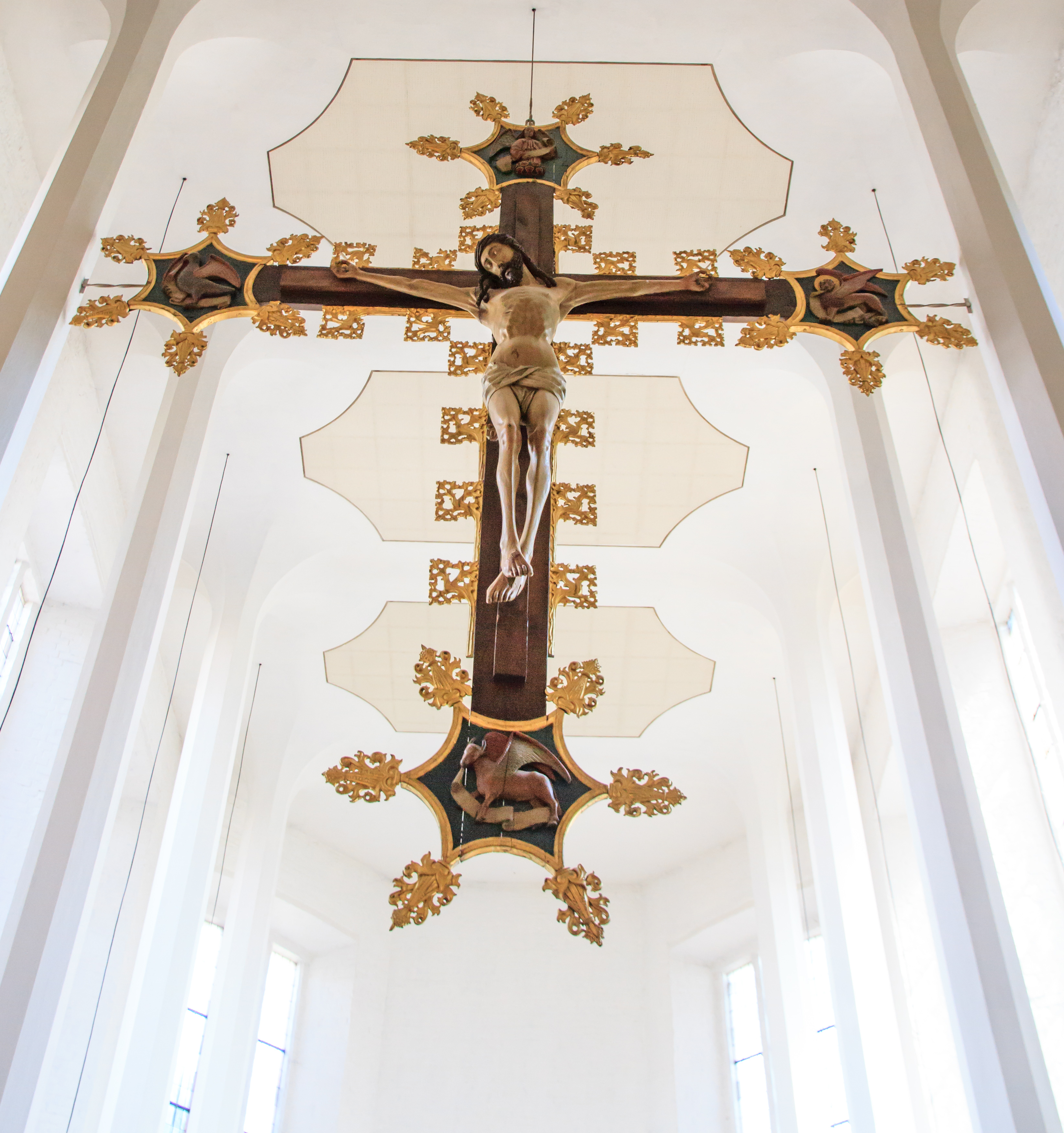
Das Triumphkreuz
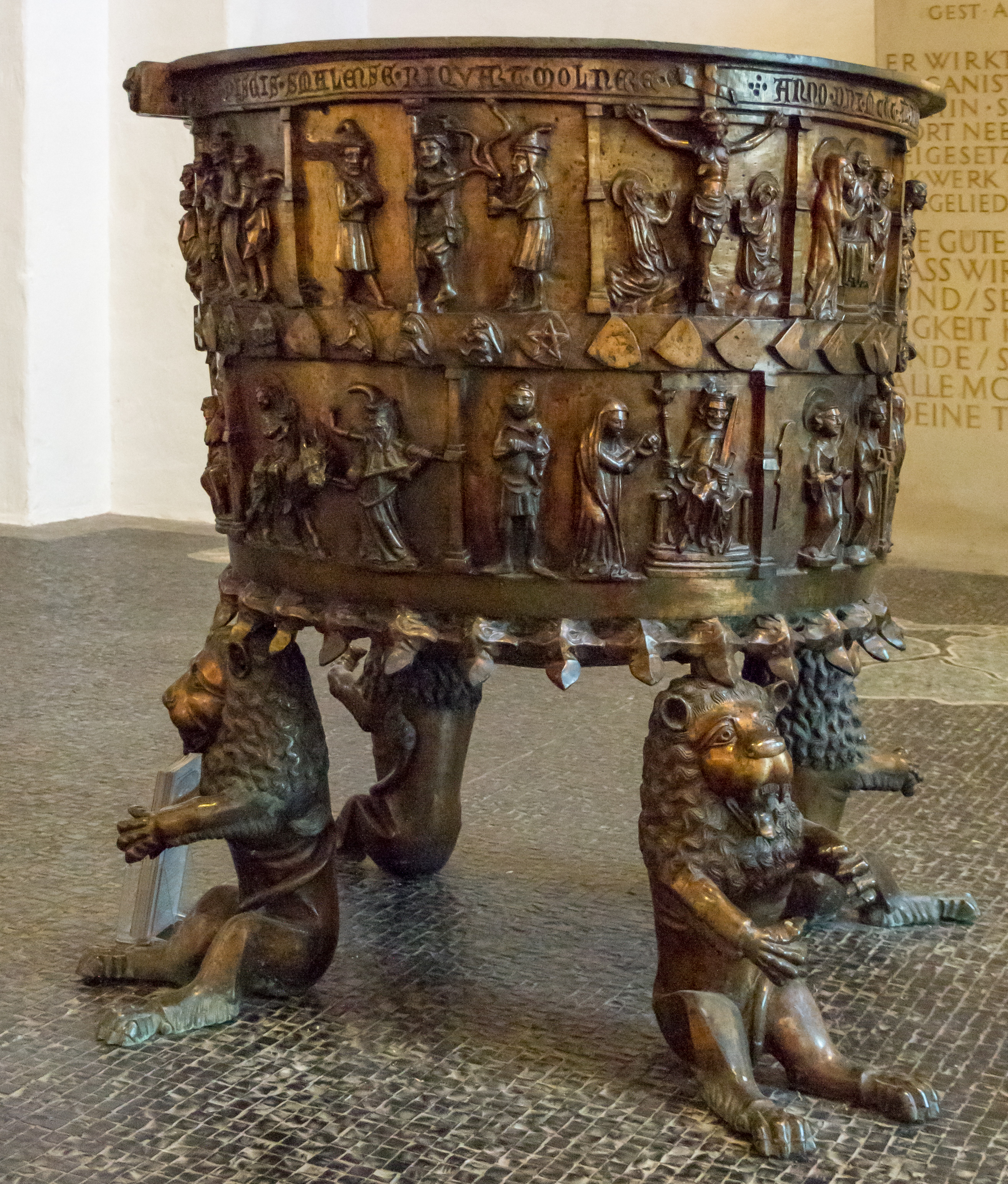
Das Taufbecken
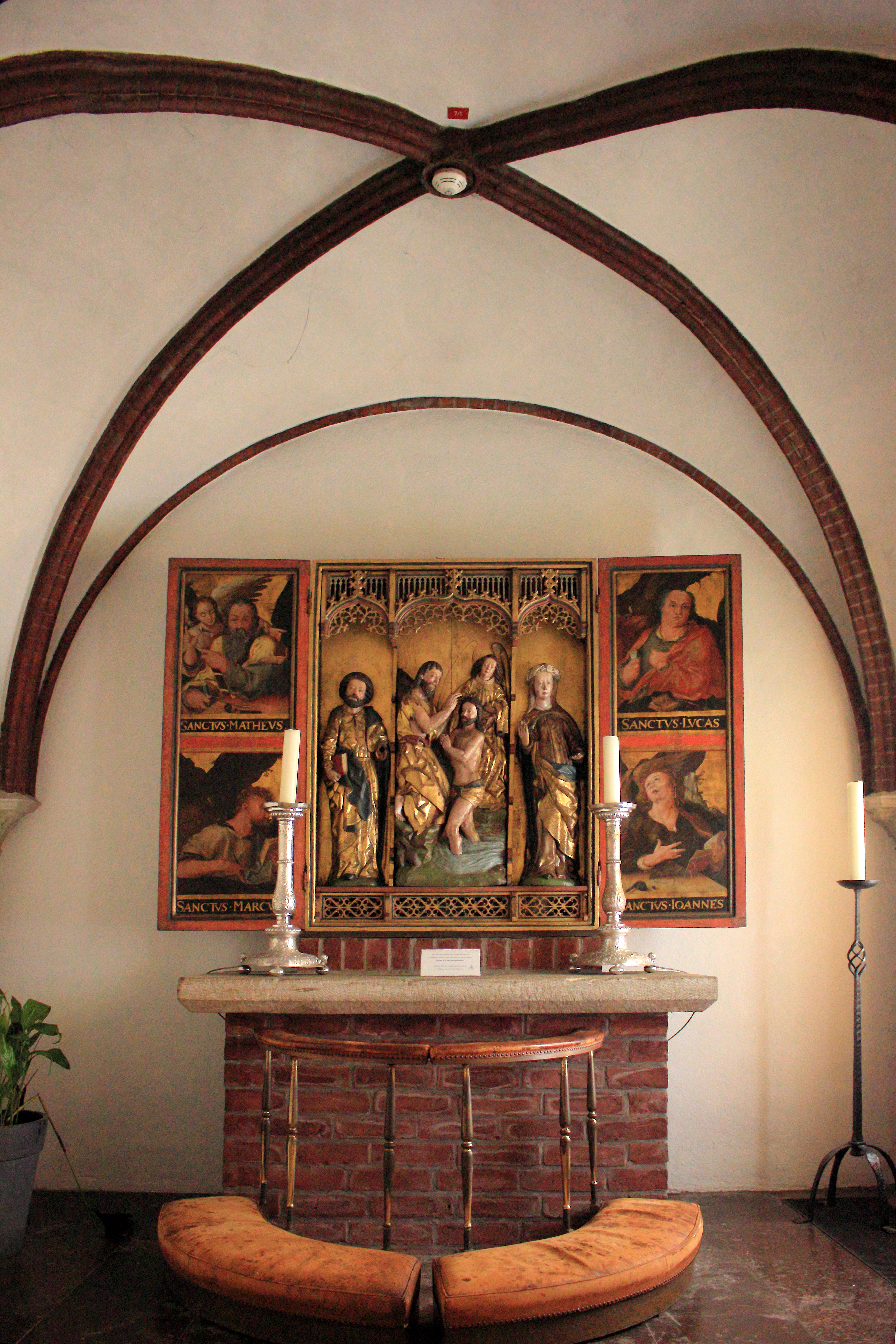
Der Flügelaltar im Raum der Stille
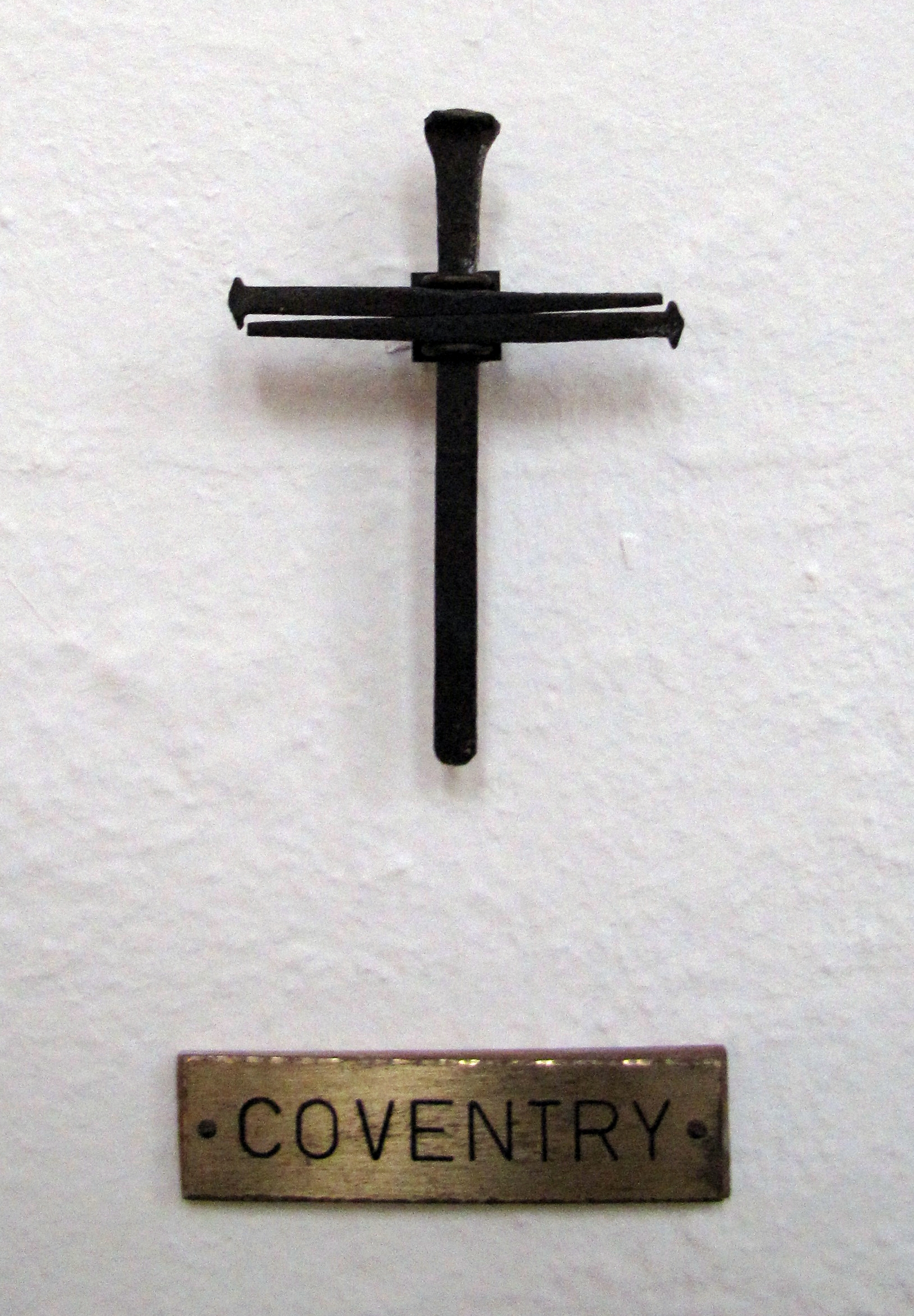
Das Nagelkreuz von Coventry
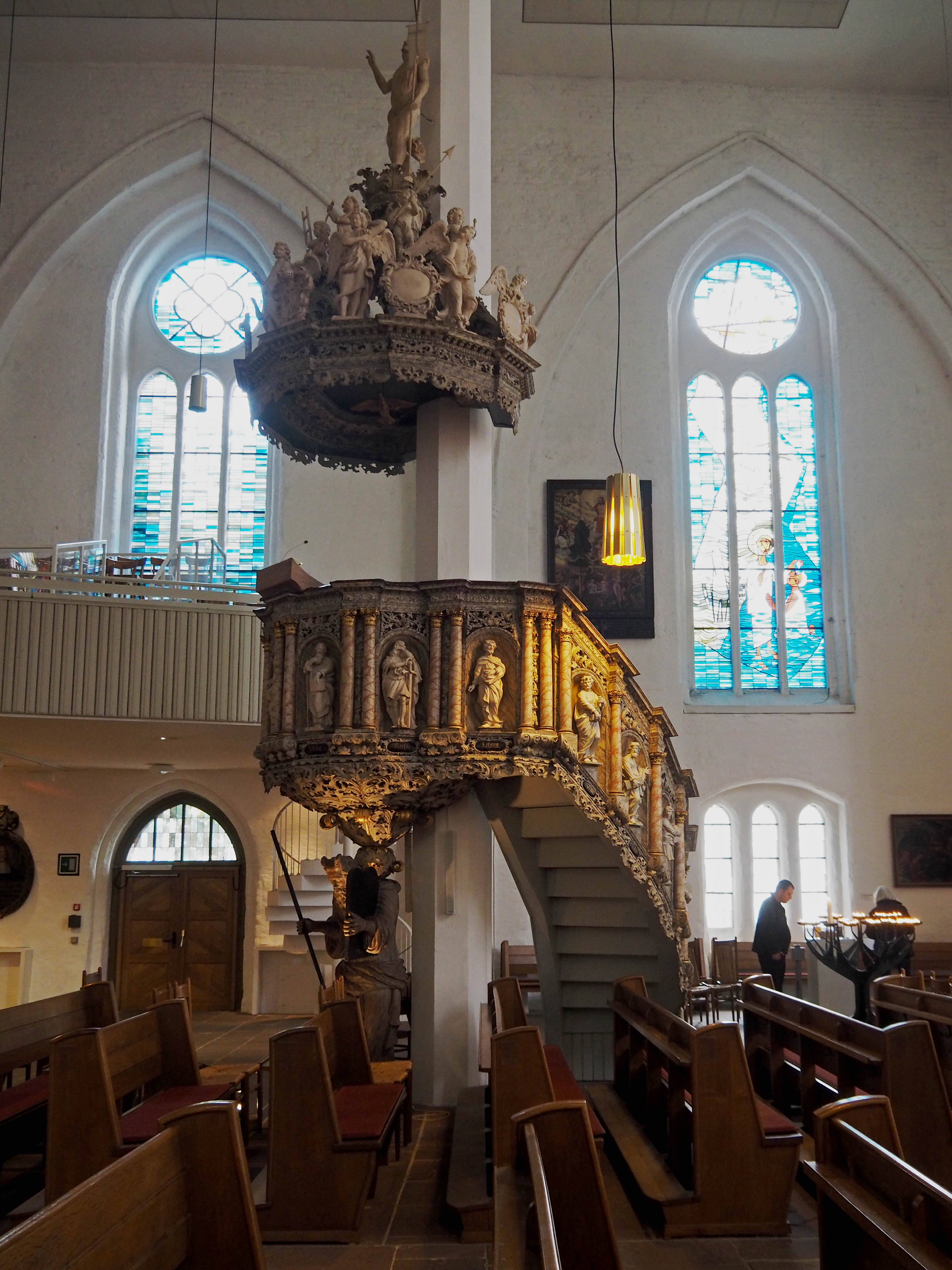
Die Kanzel
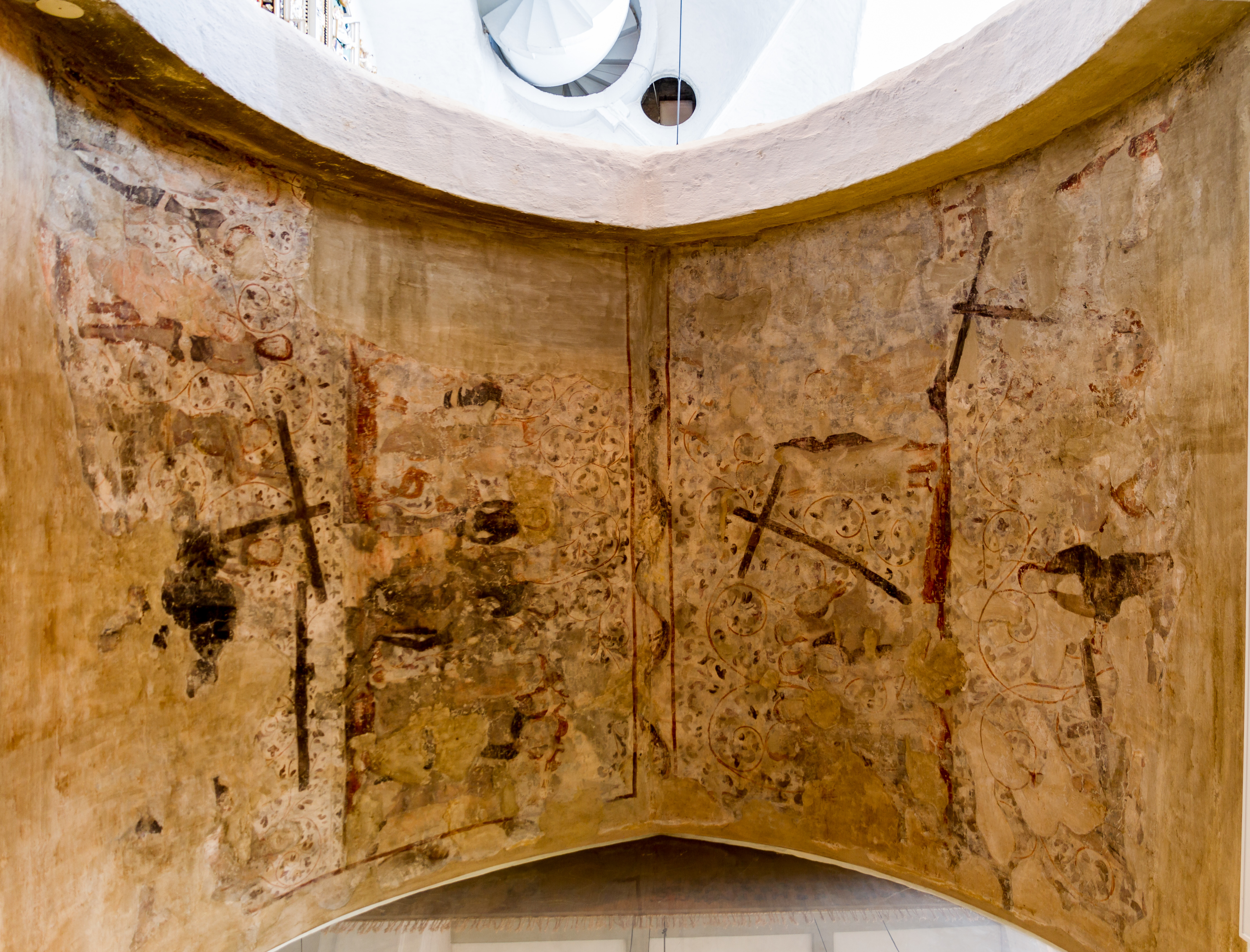
Fresko im Übergang zur Pommernkapelle
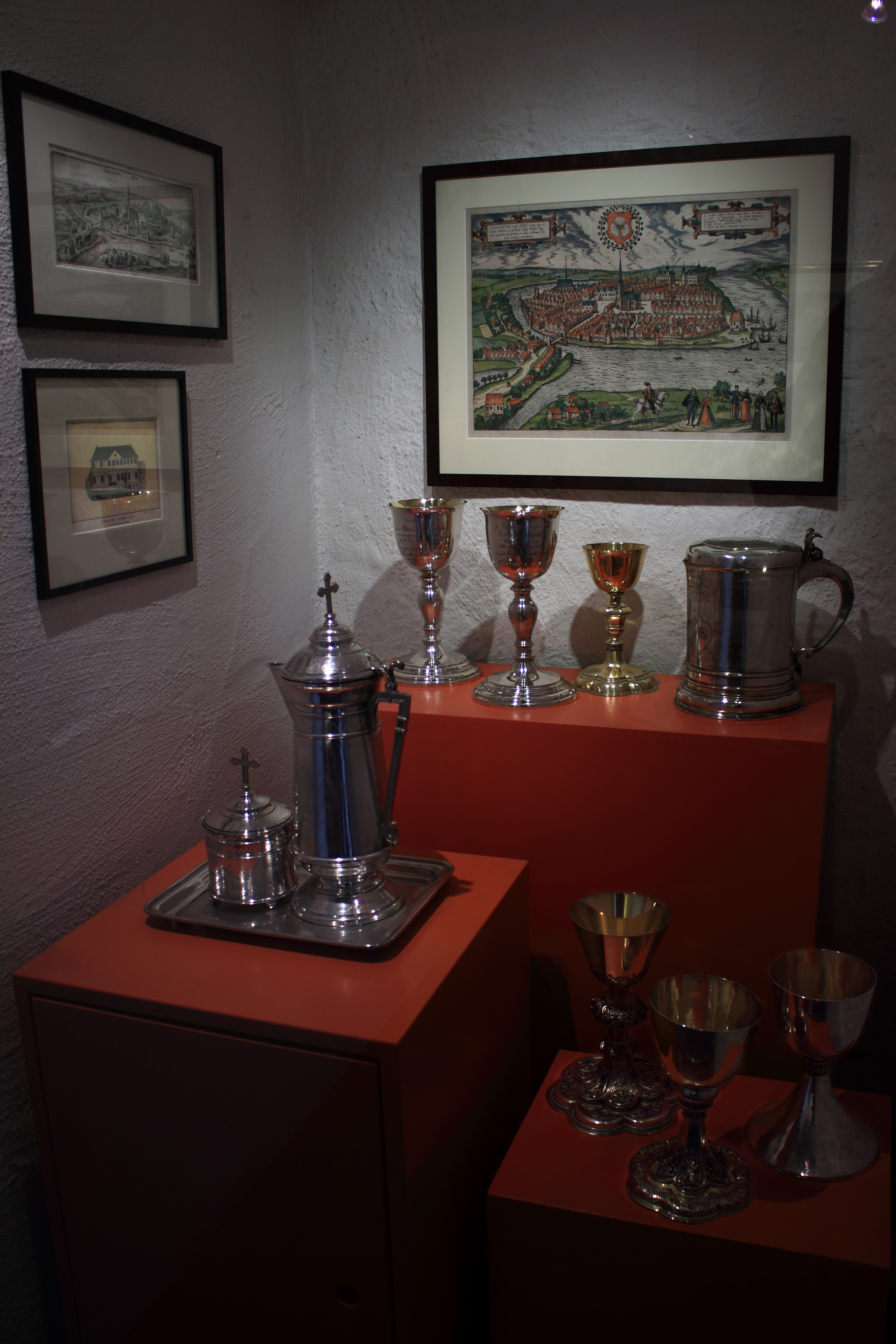
liturgisches Gerät
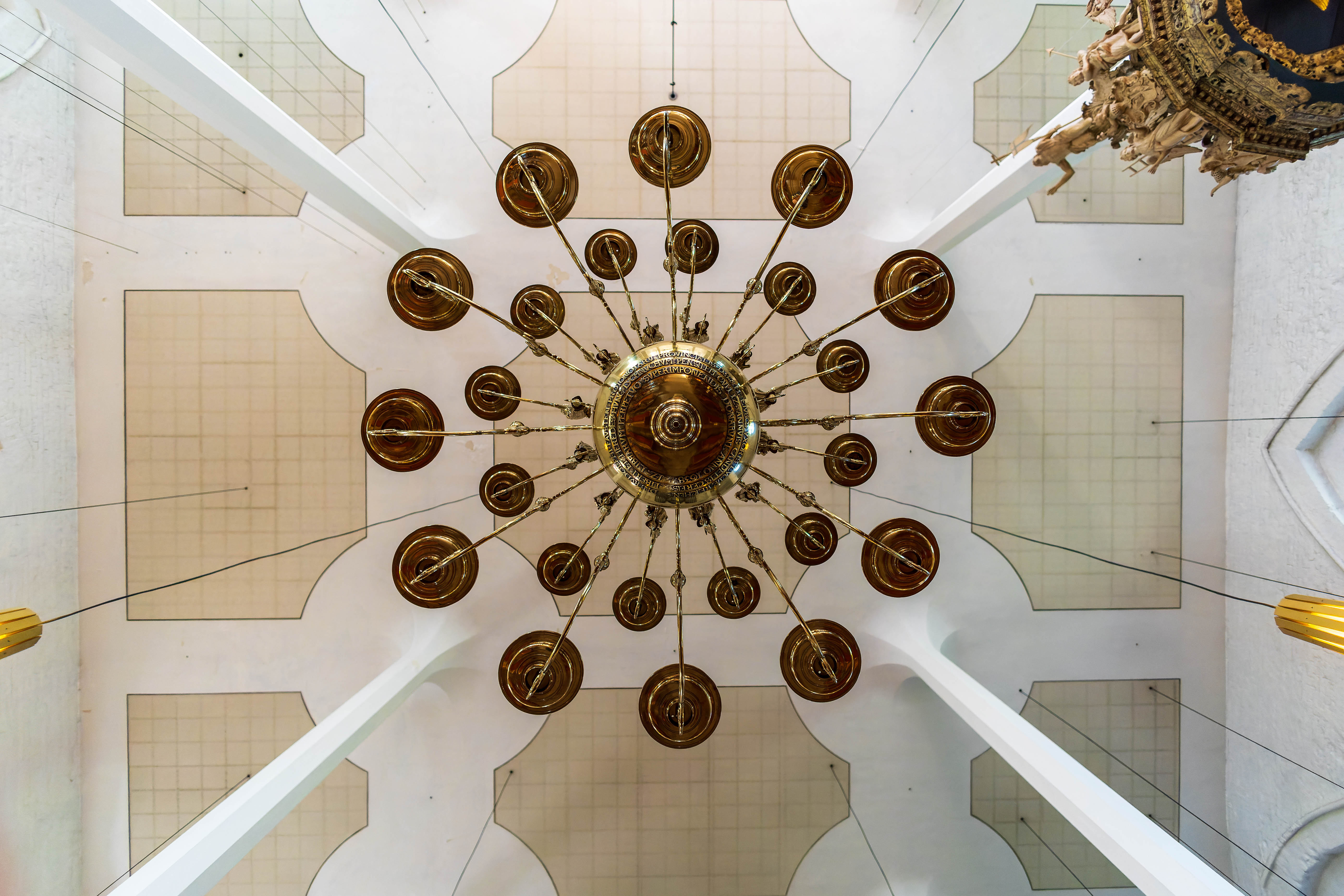
Leuchter

## Glocken
In St. Nikolai befindet sich das schwerste und tontiefste Geläut der Stadt Kiel. 1722 goss der Ratsgießer Lorenz Strahlborn in Lübeck eine neue Glocke für das Geläut von St. Nikolai. Die Glocke mit dem Schlagton c' blieb als einzige der früheren Glocken im Turm, als die Gießerei Schilling in Apolda 1922 drei neue Glocken für die Kirche goss. Die damals neuen Glocken haben die Schlagtöne g° b° und d'. Die größte Glocke mit dem Namen Auferstehungsglocke und dem Ton g° ist die größte und schwerste Glocke in ganz Schleswig-Holstein. Alle vier Glocken, die von da an im Turm hingen, überstanden den Zweiten Weltkrieg schadlos und ohne eingeschmolzen zu werden. Sie läuten heute noch immer im Turm.
| Nr. | Name                | Nominal | Gewicht (kg) | Gießer                            | Gussjahr |
| --- | ------------------- | ------- | ------------ | --------------------------------- | -------- |
| 1   | Auferstehungsglocke | g°+1    | 5.814        | Glockengießerei Schilling, Apolda | 1929     |
| 2   | Sterbeglocke        | b°+2    | 3.219        | Glockengießerei Schilling, Apolda | 1929     |
| 3   | Betglocke           | c¹+10   | 1.920        | Lorenz Strahlborn                 | 1722     |
| 4   | Taufglocke          | d¹+1    | 1.541        | Glockengießerei Schilling, Apolda | 1929     |

## Geistkämpfer

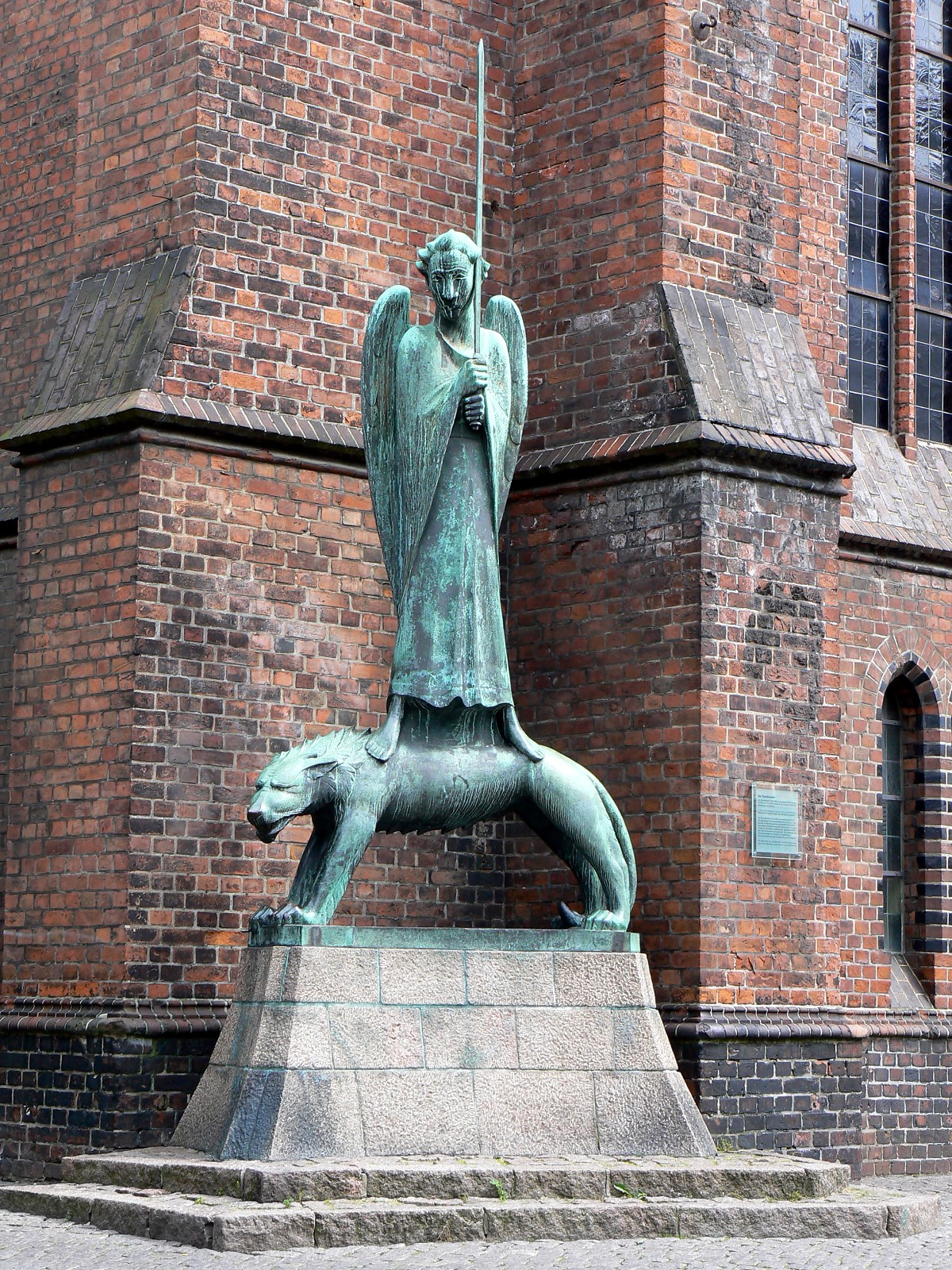
Der Geistkämpfer

Der Geistkämpfer wurde von Ernst Barlach im Auftrag der Stadt Kiel geschaffen und war die erste Großplastik des expressionistischen Bildhauers und Grafikers. In dem schwerttragenden Engel auf dem wolfsähnlichen Wesen wird die Erhabenheit und der Sieg des Geistes über das Böse dargestellt.
Die Bronzeplastik wurde 1928 an der Heiligengeistkirche am ehemaligen Franziskanerkloster (Kieler Kloster) ohne öffentliche Feier enthüllt, da das Kunstwerk bei der Bevölkerung zunächst überwiegend auf Ablehnung stieß. Die namenlose Skulptur wurde von den Kielern „Geistkämpfer“ genannt, ein Titel, den auch der Künstler bald übernahm. 1937 entfernten die Nationalsozialisten die Plastik als entartete Kunst. Sie konnte jedoch vor dem Einschmelzen gerettet werden und wurde in Schnega im Atelier von Hugo Körtzinger, einem Freund Ernst Barlachs, versteckt. Die Stadt kaufte den Geistkämpfer nach dem Krieg zurück. Er fand 1954 seinen Platz an der Nikolaikirche.
Weitere Abgüsse der Skulptur stehen vor dem Minneapolis Institute of Arts in Minneapolis, Minnesota, sowie vor der Gethsemanekirche (Berlin).

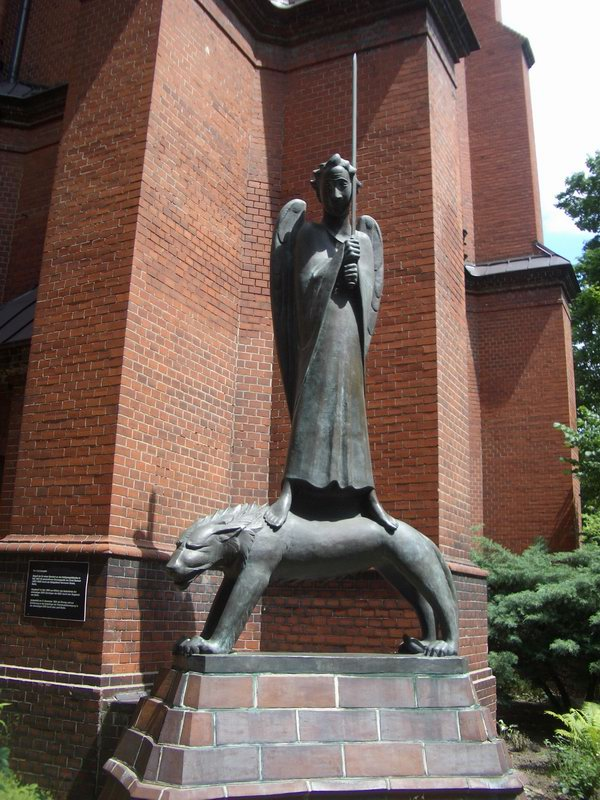
Abguss in Berlin
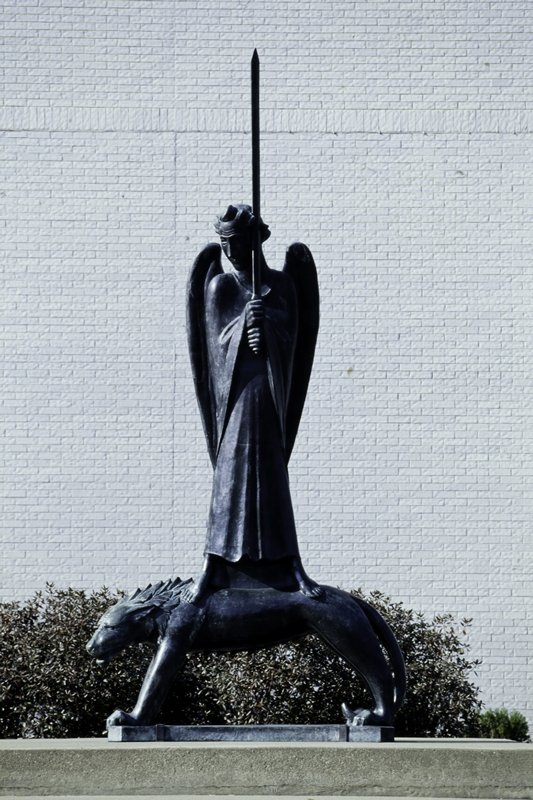
Abguss vor dem Minneapolis Institute of Arts

## Orgeln

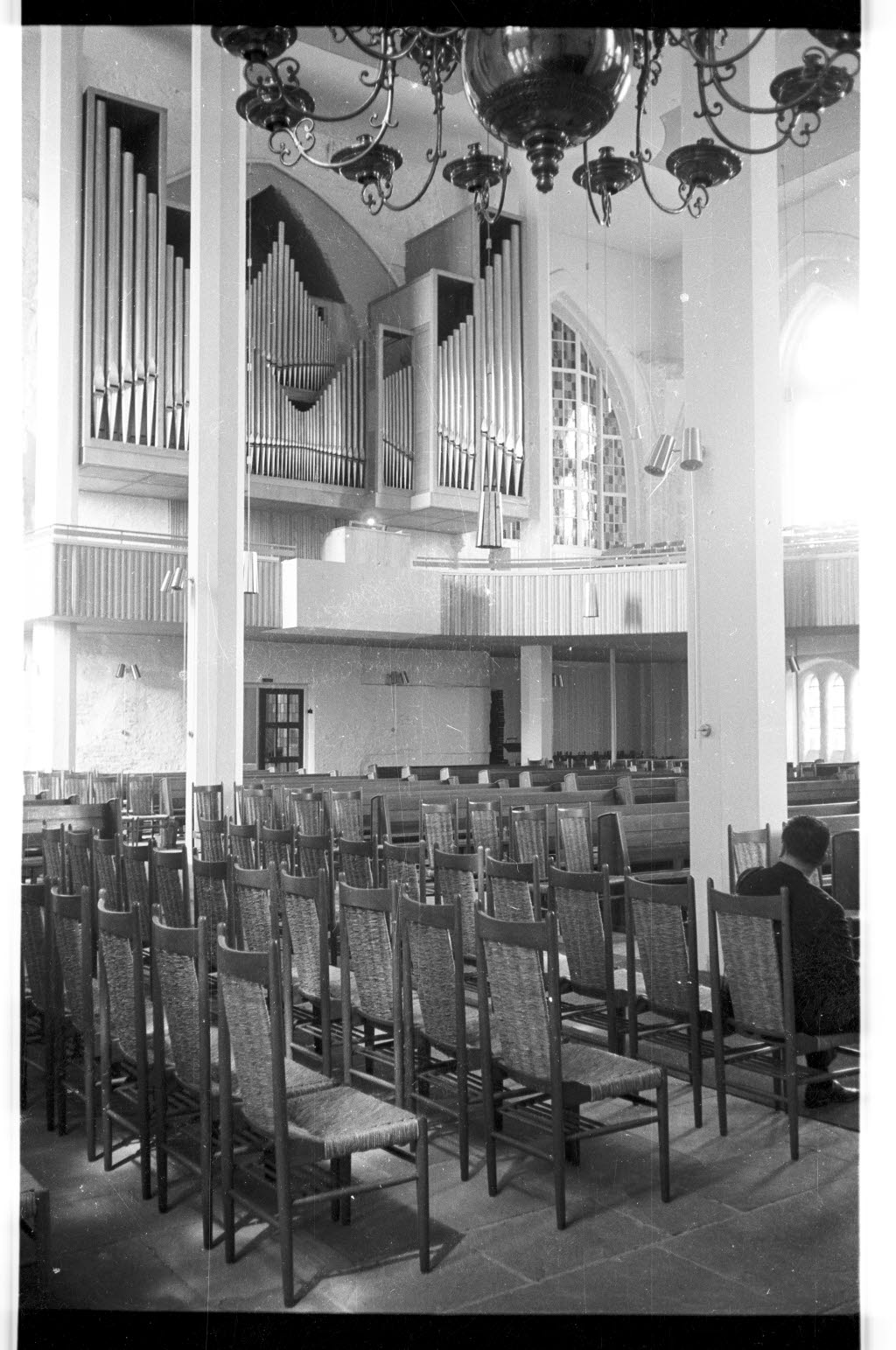
Vorgängerorgel (1964)

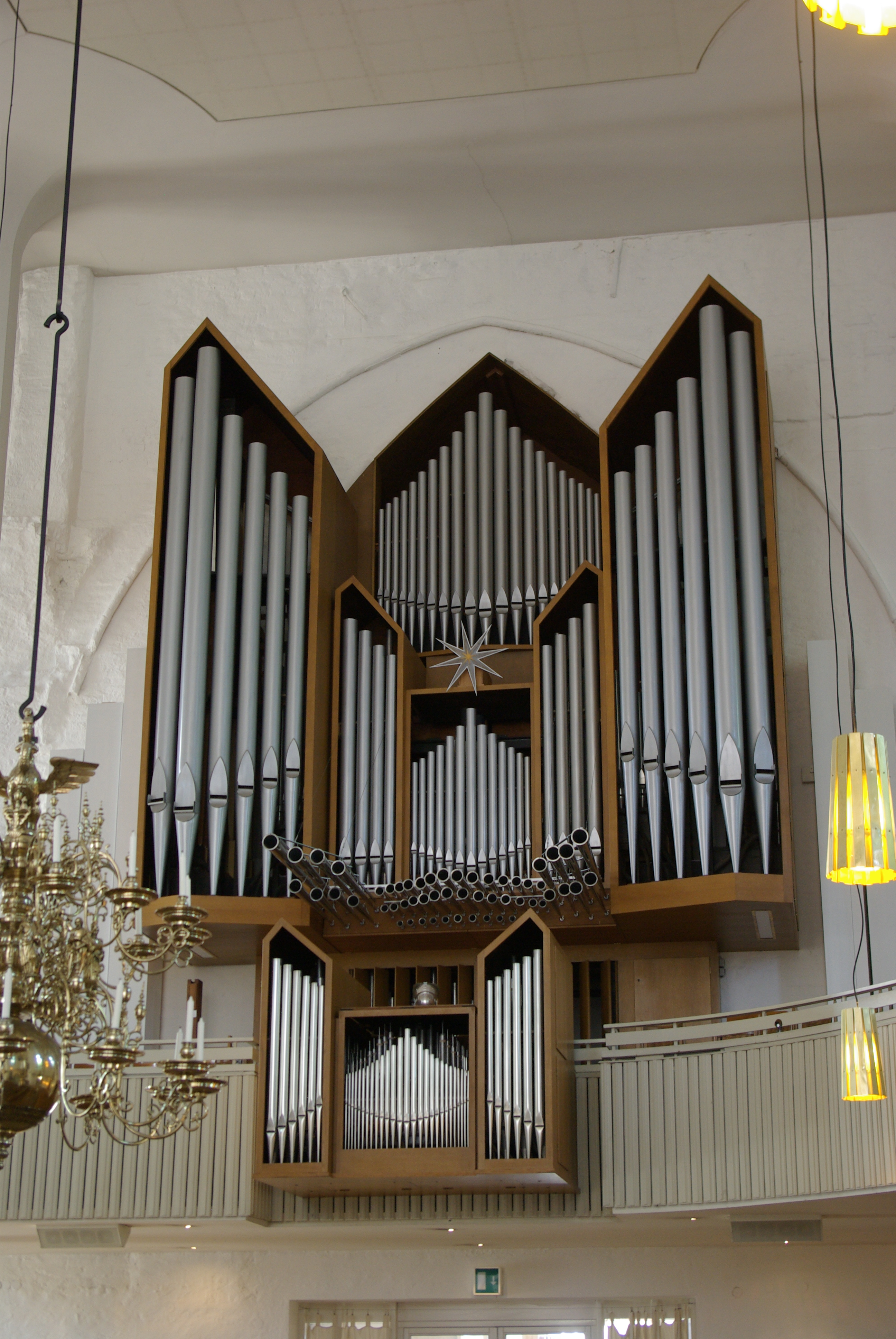
Die jetzige Hauptorgel

In der Nikolaikirche befinden sich drei Orgeln. Zum einen besitzt die Kirchengemeinde eine kleine Truhenorgel von der Orgelbaufirma Babel, die als Continuo-Orgel eingesetzt wird.

### Hauptorgel
Im Jahre 1965 schuf Detlef Kleuker (Brackwede) die heutige Hauptorgel mit drei Manualen und Pedal mit 45 Registern (Hauptwerk, Schwellwerk, Rückpositiv, Pedal). Das Instrument verfügt über Schleifladen, Normalkoppeln, eine mechanische Tontraktur, eine elektrische Registertraktur, elektrische Koppeln und vier freie Kombinationen. Die Windladen wurden nicht aus Holz, sondern aus Kunststoff gefertigt, was ebenso wie die Elektrifizierung zu technischen Mängeln führte, sodass die Orgel 1998 von Ulrich Babel (Gettorf) grundlegend renoviert werden musste. Eppo Rynko Ottes (Barcelona) hat die Orgel neu intoniert. Sie ist gleichschwebend temperiert gestimmt (a′ 440 Hz bei 18 °C). Die Orgel hat 3288 Pfeifen. Der tiefste Ton mit 16,35 Hz ist »C« im Register »Untersatz 32′«, der höchste Ton mit 12,54 kHz ist g′′′ im Register »Oktave 1′«. Die sechs größten Pfeifen des Untersatzes stehen hell angestrichen beidseits des Hauptgehäuses an der Westwand.
| I Hauptwerk |                 |     |
| 1.          | Gedackt         | 16′ |
| 2.          | Prinzipal       | 8′  |
| 3.          | Gemshorn        | 8′  |
| 4.          | Oktave          | 4′  |
| 5.          | Koppelflöte     | 4′  |
| 6.          | Oktave          | 2′  |
| 7.          | Sesquialtera II |     |
| 8.          | Mixtur V        |     |
| 9.          | Zimbel III      |     |
| 10.         | Chamade         | 8′  |
| 11.         | Trompete        | 8′  |

| II Rückpositiv |            |        |
| 12.            | Rohrflöte  | 8′     |
| 13.            | Prinzipal  | 4′     |
| 14.            | Blockflöte | 4′     |
| 15.            | Oktave     | 2′     |
| 16.            | Terzflöte  | 1 3⁄5′ |
| 17.            | Gemsquinte | 1 ⁄3′  |
| 18.            | Scharff IV |        |
| 19.            | Chamade    | 8′     |
| 20.            | Krummhorn  | 8′     |
| 21.            | Regal      | 4′     |
|                | Tremulant  |        |

| III Schwellwerk |                 |       |
| 22.             | Prinzipal       | 8′    |
| 23.             | Salicional      | 8′    |
| 24.             | Schwebung       | 8′    |
| 25.             | Holzgedackt     | 8′    |
| 26.             | Oktave          | 4′    |
| 27.             | Rohrflöte       | 4′    |
| 28.             | Spitzgambe      | 4′    |
| 29.             | Rohrnassat      | 2 ⁄3′ |
| 30.             | Hohlflöte       | 2′    |
| 31.             | Oktave          | 1′    |
| 32.             | Obertöne III    |       |
| 33.             | Rauschpfeife II |       |
| 34.             | Mixtur III–V    |       |
| 35.             | Chamade         | 8′    |
| 36.             | Dulzian         | 16′   |
| 37.             | Oboe            | 8′    |
|                 | Tremulant       |       |

| Pedal |           |     |
| 38.   | Untersatz | 32′ |
| 39.   | Prinzipal | 16′ |
| 40.   | Subbass   | 16′ |
| 41.   | Oktave    | 8′  |
| 42.   | Gedackt   | 8′  |
| 43.   | Oktave    | 4′  |
| 44.   | Flöte     | 4′  |
| 45.   | Nachthorn | 2′  |
| 46.   | Mixtur V  |     |
| 47.   | Fagott    | 32′ |
| 48.   | Posaune   | 16′ |
| 49.   | Trompete  | 8′  |
| 50.   | Trompete  | 4′  |
| 51.   | Chamade   | 8′  |

- Koppeln
  - Normalkoppeln: II/I, III/I, III/II, I/P, II/P, III/P, Kleinpedal/I, Großpedal/I
  - Suboktavkoppeln: I/I, II/II, III/III, Kleinpedal/I
  - Superoktavkoppeln: II/I, III/I, III/III, III/P
- Spielhilfe: Zimbelstern (regulierbar)

### Chororgel von Mutin

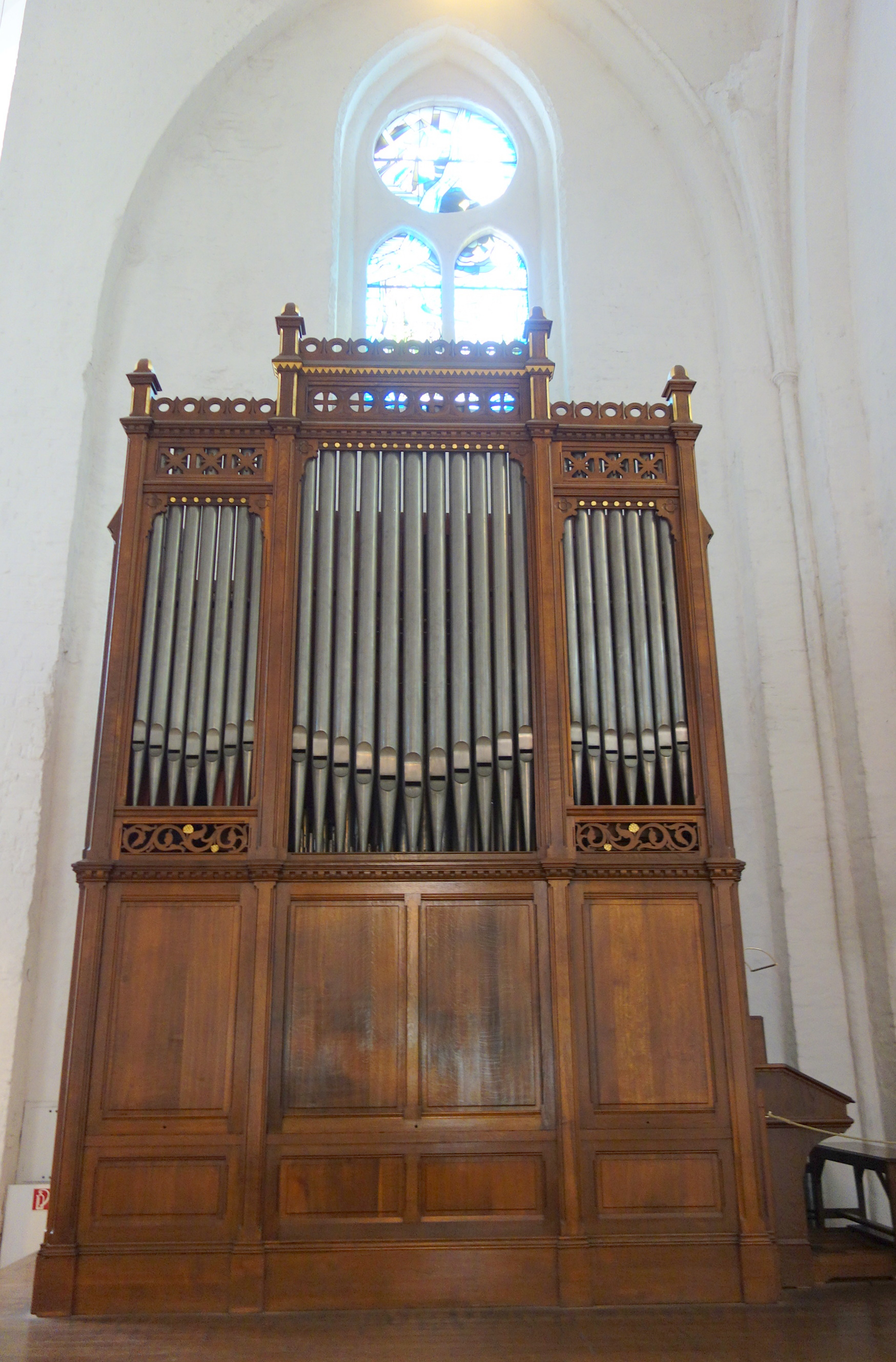
Die Chororgel

Im Seitenschiff befindet sich eine zweimanualige Chororgel mit 17 klingenden Register von Charles Mutin, dem Nachfolger des berühmten Aristide Cavaillé-Coll. Das 1920 hergestellte Instrument befand sich zunächst in der Kirche im nordfranzösischen Tourcoing, die 1995 profaniert wurde, und wurde nach der Restauration 2003 in der Nikolaikirche aufgestellt. Das seitenspielige Werk mit mechanischer Traktur kann zudem von der Hauptorgel elektrisch angespielt werden.
| I Grand Orgue C–g′′′ |              |     |
| 1.                   | Bourdon      | 16’ |
| 2.                   | Montre       | 8’  |
| 3.                   | Bourdon      | 8’  |
| 4.                   | Préstant     | 4’  |
| 5.                   | Doublette    | 2’  |
| 6.                   | Plein Jeu IV |     |
|                      | Tremolo      |     |

| II Récit expressif C–g′′′ |                  |    |
| 7.                        | Cor de nuit      | 8’ |
| 8.                        | Salicional       | 8’ |
| 9.                        | Voix céleste     | 8’ |
| 10.                       | Flûte octaviante | 4’ |
| 11.                       | Octavin          | 2’ |
| 12.                       | Trompette harm.  | 8’ |
| 13.                       | Basson-Hautbois  | 8’ |
| 14.                       | Voix humaine     | 8’ |

| Pédale C–1 |           |     |
| 15.        | Sousbasse | 16’ |
| 16.        | Bourdon   | 8’  |
| 17.        | Basses    | 4’  |

- Koppeln
  - Normalkoppeln: II/I, I/P, II/P
  - Suboktavkoppeln: II/I, II/II
- Spielhilfe: Zungen-Kollektivzug

## Pommernkapelle

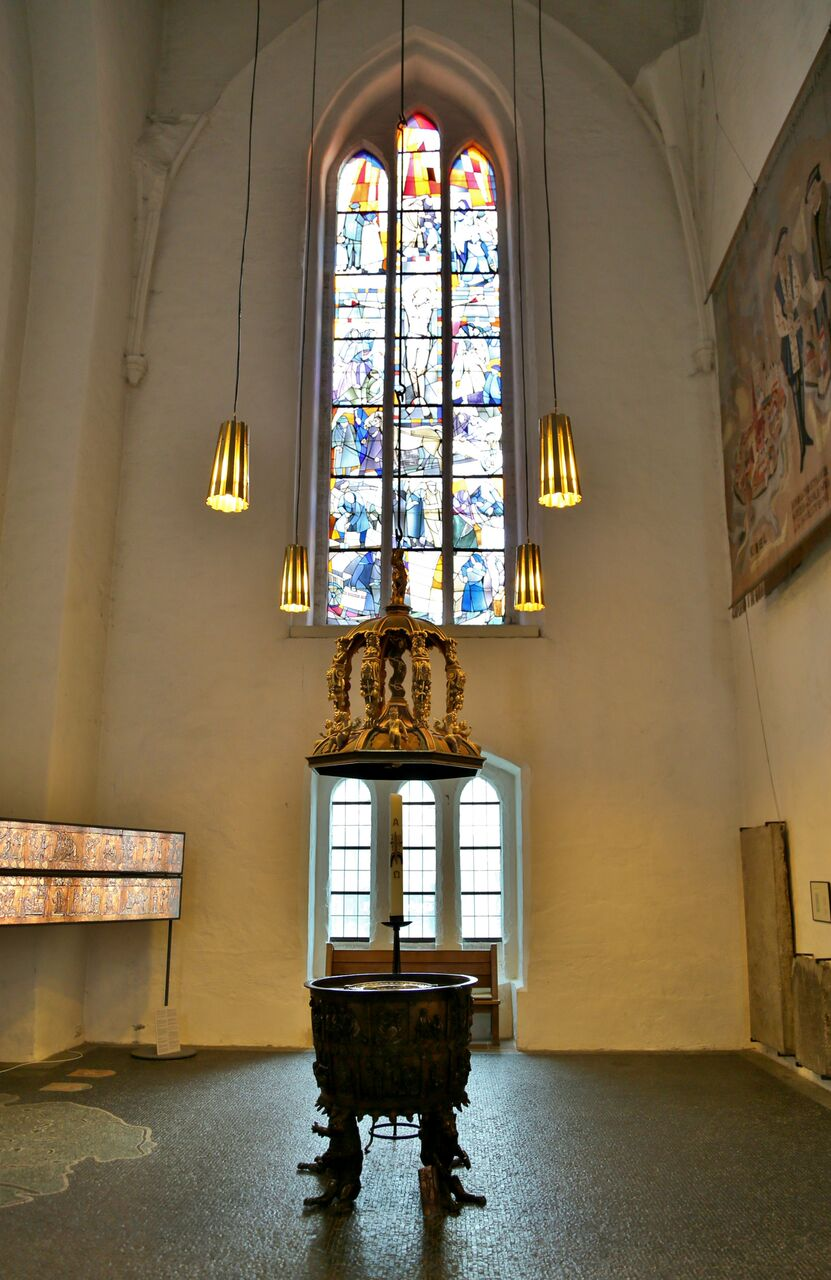
Die Pommernkapelle mit der Taufe im Mittelpunkt

1954 übernahm Schleswig-Holstein eine Patenschaft für die heimatvertriebenen Pommern. Als man das Turmmassiv von Kiels Hauptkirche in den 1950er Jahren wieder aufbaute, wurde die ehemalige Ratskapelle zur Pommernkapelle umgewidmet.
Fußbodenmosaike zeigen die Provinz Pommern und Wappen ihrer Städte. Der von 1959 bis 1961 von Else Mögelin und Brigitte Schirren hergestellte Wandteppich veranschaulicht mit König Christian III., zugleich Herzog zu Schleswig und Holstein, und dem aus Pommern stammenden Reformator Johannes Bugenhagen die Verbundenheit von Kiel und Stettin. Er zeigt symbolisch die die Übergabe der Kirchenordnung von 1542 für die Herzogtümer Schleswig und Holstein durch Bugenhagen an den König.
In der Kapelle steht seit 1957 ein Gedenkstein für den Stettiner Kantor Carl Loewe, der seine drei letzten Jahre in Kiel verbrachte und den Orgeldienst in St. Nikolai versah. Die Pommersche Landsmannschaft stiftete zwei Bleiglasfenster. Sie wurden von der Stettinerin Lotte Usadel geschaffen und 1957 und 1958 eingeweiht. Das eine zeigt Löwes Orgel in der Stettiner Jakobikirche. Das andere verbindet das Leid von Flucht und Vertreibung mit der Kreuzigung Christi.

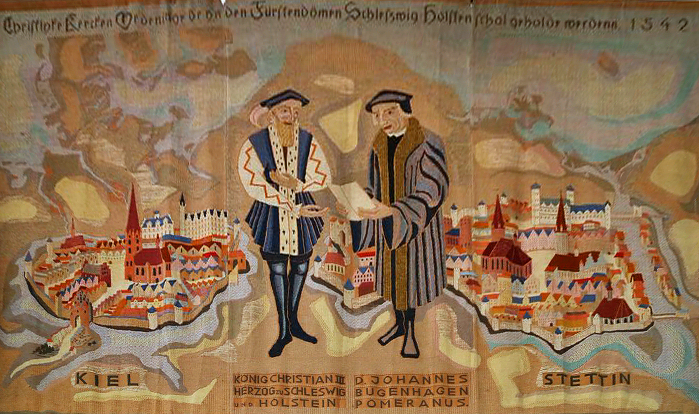
Bugenhagenteppich: Kiel und Stettin, Christian III. und Bugenhagen
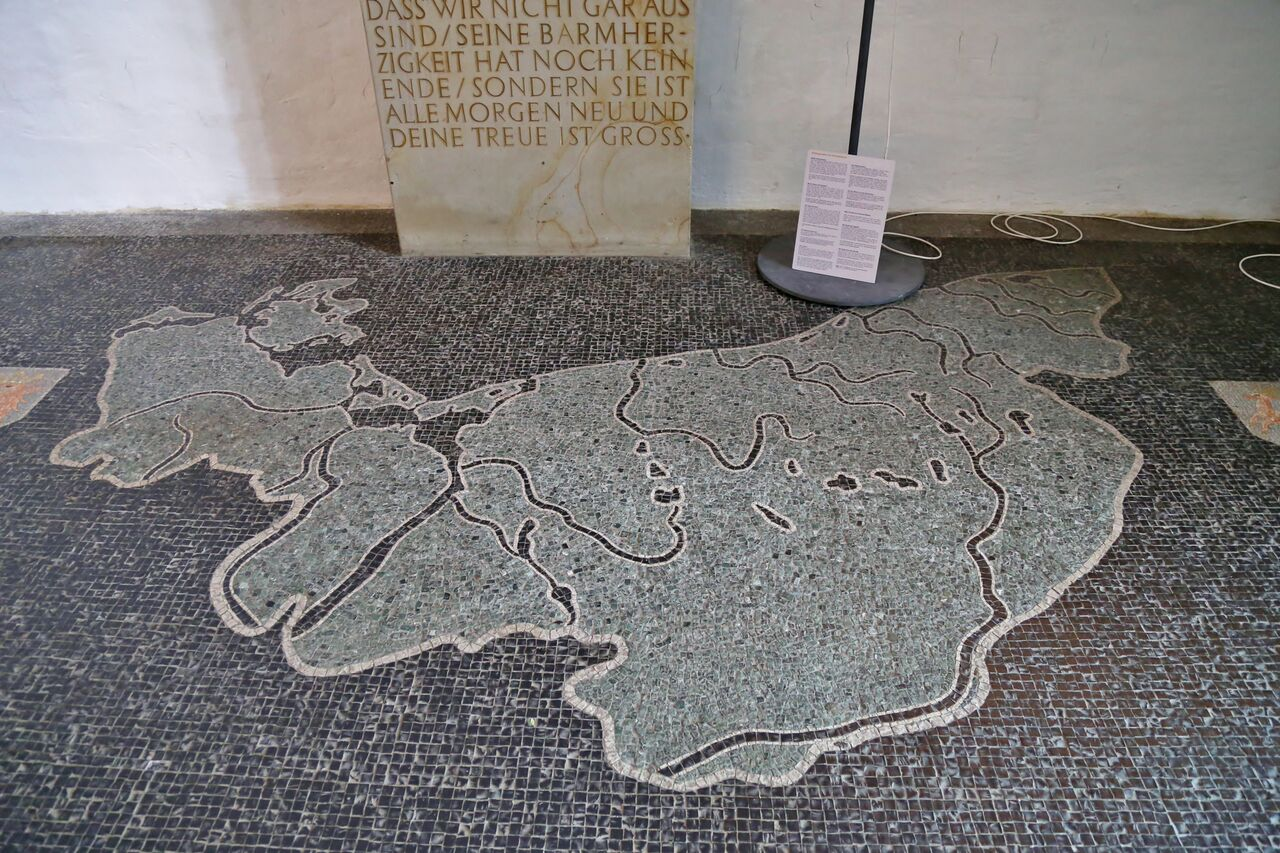
Umrisse von Pommern
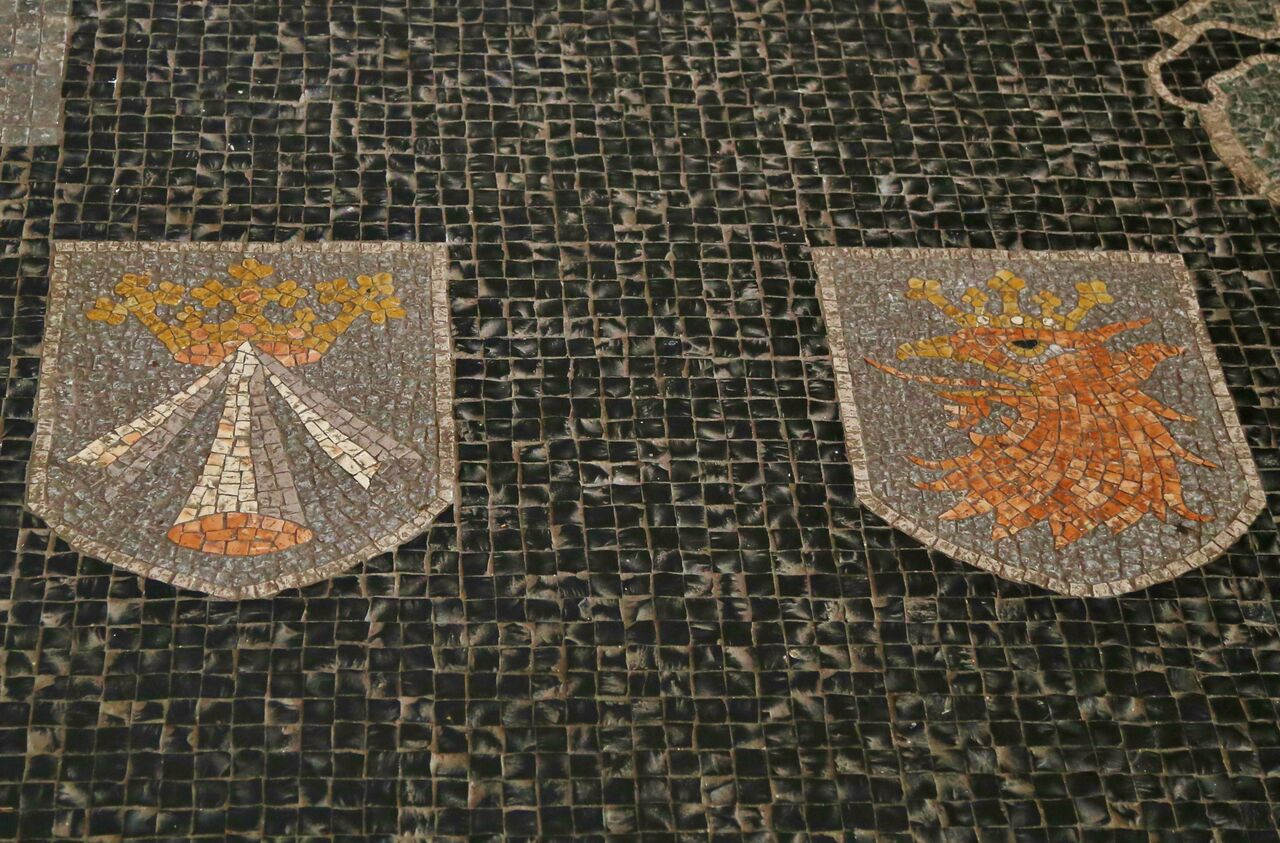
Wappen von Stralsund und Wappen von Stettin
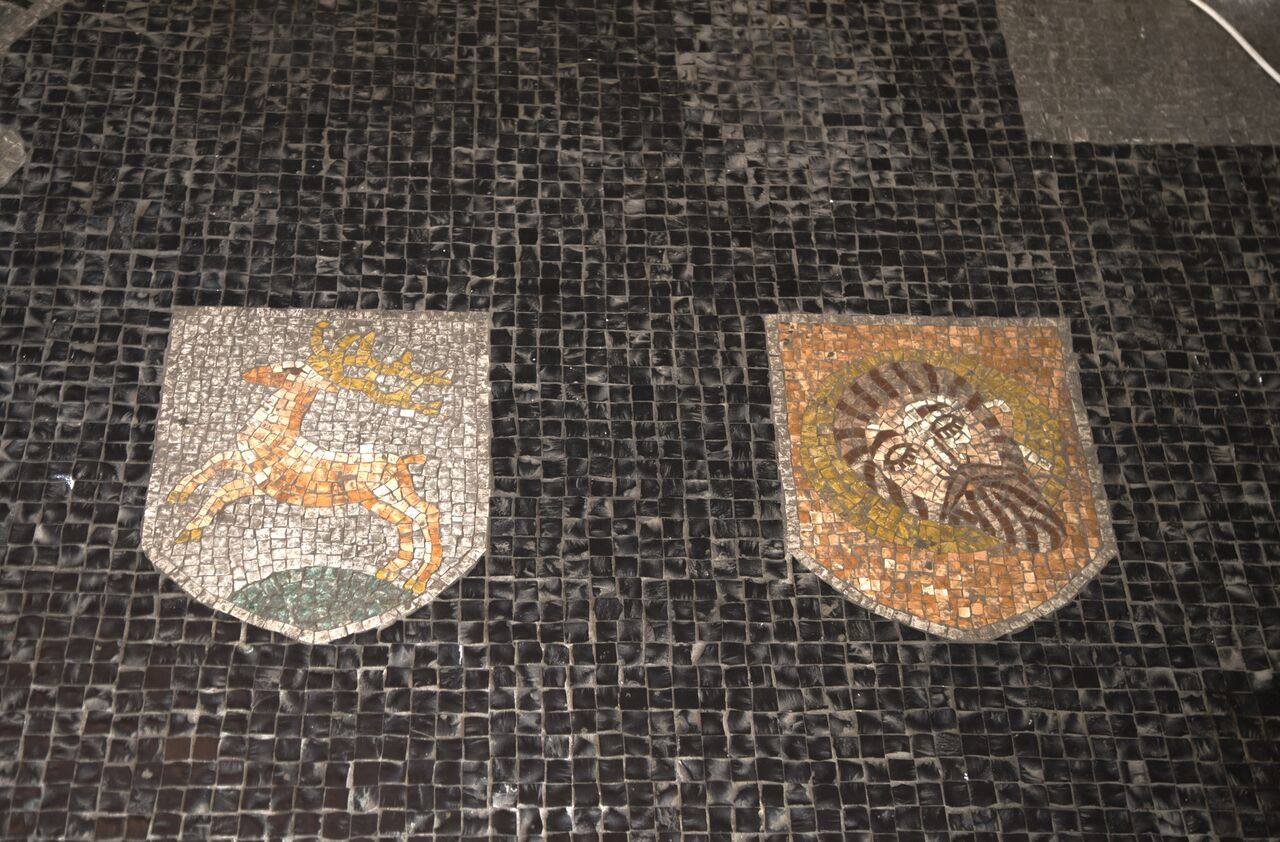
Wappen von Schneidemühl und Wappen von Köslin

## Sagen der Kieler Nikolaikirche
Zwei Wandersagen finden sich in der Sammlung von Karl Müllenhoff:

### Der Teufel und die Kartenspieler
„In der Kieler Nikolaikirche spielten während der Predigt die Chorknaben in einem Winkel hinter der Orgel Karten; einer fluchte sogar dabei. Da ist der Teufel gekommen und hat ihm den Hals umgedreht (oder ihm so an die Ohren geschlagen), daß das Blut an die Wand spritzte, und darauf ist er mit ihm zum Fenster hinausgefahren. Der Blutfleck ist noch zu sehen und durch kein Übertünchen wegzubringen. Das Fenster kann auch nicht wieder eingesetzt werden; denn gleich ist es wieder entzwei.“

### Gottesdienst der Toten
„In einer Nacht erwachte eine alte Frau in Kiel und meinte, es sei Zeit zur Frühpredigt zu gehen; es schien ihr, als wenn die Glocken und die Orgel gingen. Sie stand auf und nahm Mantel und Laterne, es war Winter, und ging zur Nikolaikirche. Aber da konnte sie sich gar nicht mit den Gesängen zurecht finden, alle Zuhörer sangen ganz anders als in ihrem Gesangbuche stand, und die Leute kamen ihr auch so unbekannt vor, ja neben ihr erblickte sie eine Frau, gerade wie ihre längst verstorbene Nachbarin. Da näherte sich ihr eine andre Frau, auch längst verstorben, es war ihre selige Gevatterin; die sagte zu ihr, sie sollte hinausgehen, denn die Kirche wäre jetzt nicht für sie; sie möchte sich aber nicht umsehen, sonst könnte es ihr schlimm ergehen. Die Frau ging fort so schnell sie konnte, und da die Kirchtür rasch hinter ihr zuschlug, blieb ihr Mantel hängen. Da schlug die Uhr eben zwölf. Sie häkelte den Mantel von den Schultern los und dachte ihn am andern Morgen wieder abzuholen. Aber am andern Morgen, als sie wieder kam, war er in lauter kleine Fetzen zerrissen: die Toten waren darüber hin getrippelt.“

## Bildmotiv
Eine Darstellung der Nikolaikirche wurde als Motiv auf dem Kieler Weihnachtsbecher 1996 verwendet.

### Allgemeines
- Franz Gundlach: Ein Inventar der Nikolaikirche in Kiel aus dem Jahre 1509. In: Harry Schmidt, Volquart Pauls (Hrsg.): Festschrift für Prof. D. Dr. Richard Haupt, Provinzialkonservator der Provinz Schleswig-Holstein, Geh. Regierungsrat, zu seinem 75. Geburtstage 6. Oktober 1921. Mühlau, Kiel 1922, S. 4–18.
- Gerhard Ficker: Beiträge zur Geschichte der Bibliothek der Nikolaikirche in Kiel. In: Harry Schmidt, Volquart Pauls (Hrsg.): Festschrift für Prof. D. Dr. Richard Haupt, Provinzialkonservator der Provinz Schleswig-Holstein, Geh. Regierungsrat, zu seinem 75. Geburtstage 6. Oktober 1921. Mühlau, Kiel 1922, S. 129–148.
- Johannes Lorentzen: 700 Jahre St. Nikolaikirche in Kiel. Missionsbuchhandlung, Breklum 1941.
- Klaus Thiede: St. Nikolai in Kiel. Ein Beitrag zur Geschichte der Stadtkirche. Mühlau, Kiel 1960.
- Lutz Wilde: Die Nikolaikirche. Zur Baugeschichte und Ausstattung. In: Evangelisch-Lutherische Kirchengemeinde St. Nikolai (Hrsg.): Kirche in Kiel. 750 Jahre Kiel; 750 Jahre St. Nikolai. Wachholtz, Neumünster 1991, S. 27–47.
- Johannes Habich, Lisa Hammel: Die Nikolaikirche in Kiel. 5. neu bearb. Auflage, Deutscher Kunstverlag, München/Berlin 2005.
- Lennart Berndt: Lebende liturgische Räume. St. Nikolai zu Kiel als beispielhafte Umsetzung theologischer Raumkonzeptionen (= Kirche in der Stadt. Band 20). EB Verlag, Berlin 2014.

### Ausstattung
- Karl Wilhelm Nitzsch: Das Taufbecken der Kieler Nicolaikirche. Ein Beitrag zur Kunst- und Landesgeschichte Holsteins. Kiel 1857.
- Gerhard Ficker: Ein mittelalterlicher Grabstein in der Nikolaikirche in Kiel. In: Nordelbingen 5 (1926), S. 349–359.
- Johannes Lorentzen: Die Glocken von St. Nikolai. [Ein Spiel der Glockenbegegnung], Kiel 1929.
- Ellen Redlefsen: Der Hochaltar in der Nikolaikirche zu Kiel (ehemals in der Franziskanerkirche). In: Mitteilungen der Gesellschaft für Kieler Stadtgeschichte 44 (1940), S. 7–43.
- Amelie Caroline Harder: Die Glasmalereien der Kieler Nikolaikirche 1897–2007. Magisterarbeit Christian-Albrechts-Universität zu Kiel, Kiel 2008 [unpubliziert].
- Ulrich Kuder: Der Erzväteraltar von St. Nikolai in Kiel. In: Schleswig-Holstein. Die Kulturzeitschrift für den Norden 22/23 (2022), S. 108–123.
- Anna Lena Frank: Der dreifache Johannes. Zur Intermedialität der Kieler Bronzetaufe. In: Klaus Gereon Beuckers, Jochen Hermann Vennebusch (Hrsg.): Hans Apengeter. Norddeutscher Bronzeguss des 14. Jahrhunderts im Kontext (= Opera borealia. Beiträge zur norddeutschen Kunst des Mittelalters und der Frühen Neuzeit. Band 1). Regensburg 2022, S. 134–164.